# Rishon LeZion

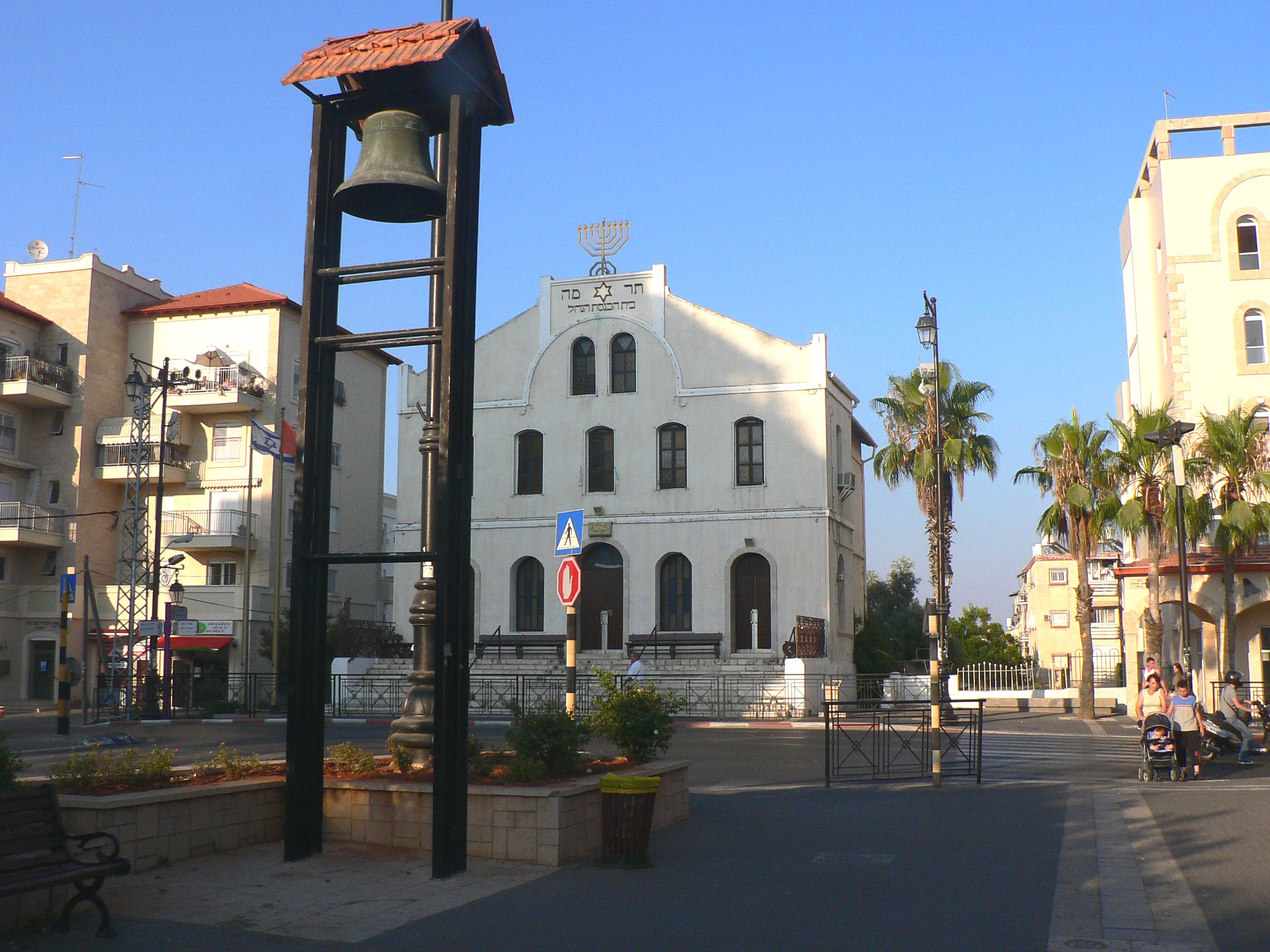
Synagogue vĩ đại và quảng trường gốc

Rishon LeZion (tiếng Hebrew: רִאשׁוֹן לְצִיּוֹן, tiếng Ả Rập: راشون لتسيون) là một thành phố lớn thứ tư của Israel, nằm ở đồng bằng duyên hải Israel 12 km về phía nam Tel Aviv. Thành phố này thuộc vùng đô thị Gush Dan. Thành phố Rishon LeZion thuộc quận quận. Thành phố Rishon LeZion có diện tích km2, dân số là 228.200 người (năm 2009). Được thành lập bởi những người di cư Do Thái ở châu Âu, đây là thuộc địa nông trại thứ nhì của Do Thái ở Đất Israel vào thế kỷ 19, sau Petah Tikva.

## Chính quyền địa phương

### Thị trưởng
- Elyakum Ostashinski (1950–51)
- Aryeh Sheftel (1951)
- Moshe Gavin (1952–55)
- Gershon Man Mankov (1955)
- Hana Levin (1955–60)
- Aryeh Sheftel (1960–62)
- Noam Laoner (1962–65)
- Aryeh Sheftel (1965–69)
- Hananya Gibstein (1969–83)
- Meir Nitzan (1983–2008)
- Dov Tzur (2008–2018)
- Raz Kinstlich (2018–nay)

## Khí hậu
| Dữ liệu khí hậu của Rishon LeZion       | Dữ liệu khí hậu của Rishon LeZion | Dữ liệu khí hậu của Rishon LeZion | Dữ liệu khí hậu của Rishon LeZion | Dữ liệu khí hậu của Rishon LeZion | Dữ liệu khí hậu của Rishon LeZion | Dữ liệu khí hậu của Rishon LeZion | Dữ liệu khí hậu của Rishon LeZion | Dữ liệu khí hậu của Rishon LeZion | Dữ liệu khí hậu của Rishon LeZion | Dữ liệu khí hậu của Rishon LeZion | Dữ liệu khí hậu của Rishon LeZion | Dữ liệu khí hậu của Rishon LeZion | Dữ liệu khí hậu của Rishon LeZion |
| Tháng                                   | 1                                 | 2                                 | 3                                 | 4                                 | 5                                 | 6                                 | 7                                 | 8                                 | 9                                 | 10                                | 11                                | 12                                | Năm                               |
| --------------------------------------- | --------------------------------- | --------------------------------- | --------------------------------- | --------------------------------- | --------------------------------- | --------------------------------- | --------------------------------- | --------------------------------- | --------------------------------- | --------------------------------- | --------------------------------- | --------------------------------- | --------------------------------- |
| Trung bình ngày tối đa °C (°F)          | 17.8 (64.0)                       | 18.4 (65.8)                       | 21.3 (69.8)                       | 25.9 (76.3)                       | 27.9 (80.4)                       | 29.2 (84.6)                       | 30.6 (87.1)                       | 30.5 (88.0)                       | 28.8 (86.2)                       | 25.2 (82.2)                       | 20.1 (75.4)                       | 18.5 (67.1)                       | 24.5 (77.2)                       |
| Tối thiểu trung bình ngày °C (°F)       | 7.7 (44.1)                        | 7.9 (44.4)                        | 9.5 (47.3)                        | 12.5 (51.8)                       | 15.7 (56.7)                       | 18.1 (62.8)                       | 20.6 (67.3)                       | 19.8 (68.0)                       | 17.3 (64.9)                       | 12.2 (59.0)                       | 9.4 (52.0)                        | 8.2 (46.8)                        | 13.2 (55.4)                       |
| Lượng Giáng thủy trung bình mm (inches) | 244.7 (9.63)                      | 108.9 (4.29)                      | 61.4 (2.42)                       | 25.3 (1.00)                       | 3.5 (0.14)                        | 0 (0)                             | 0 (0)                             | 0 (0)                             | 2.1 (0.08)                        | 47.9 (1.89)                       | 73.7 (2.90)                       | 236.8 (9.32)                      | 804.3 (31.67)                     |
| Nguồn: YR.NO                            |                                   |                                   |                                   |                                   |                                   |                                   |                                   |                                   |                                   |                                   |                                   |                                   |                                   |